# Doggerbank
Pour les articles homonymes, voir Dogger Bank (homonymie).
Le Doggerbank était un mouilleur de mines et forceur de blocus de la Kriegsmarine, durant la Seconde Guerre mondiale. C'est le nom d'un banc de sable en mer du Nord le Dogger Bank. Il est coulé par erreur par un sous-marin allemand en mars 1943.

## Histoire
Lancé en 1926 comme navire de commerce britannique sous le nom de Speybank, il a été construit au chantier naval Harland and Wolff de Govan près de Glasgow pour la compagnie maritime Andrew Weir & Co.
Il est capturé le 31 juillet 1941 par le croiseur auxiliaire allemand Atlantis (HSK 2) dans l'océan Indien.
Ramené en France, à Bordeaux, il est reconverti en mouilleur de mines auxiliaire pour la Kriegsmarine aux Forges et Chantiers de la Gironde, où il reçoit son artillerie et sa cargaison de mines à La Pallice. Il est rebaptisé Doggerbank (Schiff 53). Son équipage est composé de marins marchands au service de la marine de guerre, commandés par Paul Schneidewind.

## Service
Le Doggerbank quitte la France, accompagné du sous-marin U-432, en janvier 1942 pour mouiller des mines au large de la côte de l'Afrique du Sud entre mars et avril. Puis il se rend au Japon. Il embarque des prisonniers de guerre et l'équipage du croiseur auxiliaire Thor (HSK 4) puis du pétrolier Uckermark. Il arrive à Yokohama le 30 novembre 1942. Il transporte également une cargaison[pas clair] de 7 000 tonnes (caoutchouc, matières premières, huile). Il regroupe à son bord 365 hommes (dont les 108 hommes d'équipage).
Pour son voyage de retour, il passe par Kobe, par Saïgon, par Singapour ainsi que par Jakarta qu'il quitte le 10 janvier 1943. Dans l'Atlantique, proche des Îles Canaries le 3 mars 1943 à 21 h 53, il est torpillé accidentellement par le sous-marin allemand U 43 qui le confond avec le navire britannique Dunedin Star. Le Doggerbank, frappé par trois torpilles, coule en deux minutes avec peut-être deux cents hommes.
L'U-43 observe cinq canots de sauvetage lancés du navire et tente, sans résultat dans la nuit, de prendre contact. Après trois semaines de dérive vers les côtes d'Amérique du Sud, un survivant, Fritz Kürt, est récupéré par le pétrolier espagnol Campoamor le  29 mars 1943. Il est emmené à Aruba.
L'U-43 coule le 30 juillet 1943, sans laisser de survivant.
Fritz Kürt est libéré en 1944, en échange de prisonniers allemands. Affecté de nouveau à la marine de guerre allemande, il déserte et se cache à Hambourg jusqu'à la fin de la guerre.

## Note et référence
- (de) Cet article est partiellement ou en totalité issu de l’article de Wikipédia en allemand intitulé « Doggerbank (Schiff, 1926) » (voir la liste des auteurs).

1. ↑  (en) John R. Stilgoe, Lifeboat, Charlottesville, University of Virginia Press, 2003, 325 p. (ISBN 978-0-8139-2221-8), p. 258.